# 魔兽世界：争霸艾泽拉斯
《魔兽世界：争霸艾泽拉斯》是大型多人在线角色扮演游戏（MMORPG）《魔兽世界》的第七部资料片。游戏名称于2017年11月3日的暴雪嘉年华上正式公布，2018年5月9日开始beta测试，并确定于2018年8月14日正式上线。

## 游戏内容与玩法
- 玩家等级上限从《军团再临》资料片的110级提升至120级。资料片上线时将包括10个地下城与2个团队副本。

- 两块新地图区域：巨魔国度赞达拉与人类航海王国库尔提拉斯，两块新地图各包含四块区域，分别为部落与联盟所有。

- 新战场：涌泉海滩

- 八个“同盟种族”，需要玩家通过提升游戏中特定势力声望来解锁，同盟种族角色通过直升或转种族以外的方式升至满级将可获得种族专属傳承護甲外观，同盟种族分别为：

- - 联盟：光铸德莱尼、虚空精灵、黑铁矮人、库尔提拉斯人类 （其中光铸德莱尼与虚空精灵已在军团再临资料片的7.3.5补丁中开放）

- - 部落：高岭牛头人、夜之子、赞达拉食人妖、玛格哈兽人（其中至高岭牛头人与夜之子已在军团再临的7.3.5补丁中开放）

- 用与后者相似的新的“艾泽拉斯之心”系统代替《军团再临》资料片中的“神器”系统。

- 新玩法：岛屿争夺战与战争前线模式

- 取消PVP与PVE服务器的区别，改为两种不同的位面，玩家可在主城切换两种状态，如选择PVP模式则可在野外直接解锁PVP天赋并获得更高的经验加成。

## 剧情概况
《争霸艾泽拉斯》的剧情紧随在《军团再临》之后，在阿古斯之战的末尾，萨格拉斯虽然被击败但却在被封印前的最后时刻将一把巨剑刺向艾泽拉斯卡利姆多大陆的希利苏斯地区，这把巨剑不仅在地表造成了巨大的破坏，也使艾泽拉斯的星魂遭受重创。一种名为“艾泽里特”的强大物质开始从希利苏斯裂口乃至整个艾泽拉斯各处涌出。联盟与部落随即开始对这种物质展开争夺，而随后双方在阿拉希高地会面上的冲突最终演变成一场全面战争。部落占领并烧毁了暗夜精灵的家园──世界之树泰达希尔，而联盟随后也攻占了被遗忘者的主城幽暗城。随着战争进入白热化阶段，双方都开始寻找新的盟友，并将玩家分别派往赞达拉与库尔提拉斯寻求援助。
元氣大傷而且急需新盟友的聯盟與部落雙雙號召他們最偉大的英雄加入陣營。吉安娜‧普勞德摩爾返回她的家鄉庫爾提拉斯王國，希望再次帶領他們為聯盟而戰。然而，她遇見的卻是意見分歧的貴族與不滿的人民，他們只是因為輕視珍娜過去的作為而同聲一氣。在此同時，部落從暴風城監獄救出贊達拉的塔蘭姬公主。塔蘭姬費盡心力想說服贊達拉食人妖援助部落，然而她的父親拉斯塔哈王卻一開始就拒絕聽從她的意見。儘管如此，雙方陣營都成功在盟友間建立信任，陣營戰役也隨著新盟友加入而在贊達拉與庫爾提拉斯建立據點。
隨著復仇之潮展開，結合新盟軍的聯盟與部落再次交戰…

### 復仇之潮
海軍總帥珍娜‧普勞德摩爾率領聯盟部隊大膽進擊，圍攻達薩亞洛的黃金金字塔。他們秘密地炸毀大多數的贊達拉艦隊，成功轉移了部落在納茲米爾沼地部隊之注意力。等到部落的勇士們發覺遭到欺騙，聯盟早已闖進了達薩亞洛。贊達拉的統治者，神王拉斯塔哈，選擇奮戰至死，也不願把他的古老王國拱手讓人。雖然聯盟的攻勢讓贊達拉元氣大傷，但隨著部落奪回城市並將大工匠梅卡托克打得傷重垂危，聯盟也不得不被迫撤退。
決心在戰爭中重佔上風，大酋長希瓦娜斯‧風行者計謀對聯盟進行內部破壞。她揭示了一項扭曲德瑞克‧普勞德摩爾—珍娜死去已久的兄弟，最近復活成為不死族—心智的計謀，將他變成一項武器，來攻擊自己的家人。貝恩‧血蹄拒絕讓希瓦娜斯的毒計得逞，所以他選擇釋放德瑞克，讓他與珍娜重逢。當希瓦娜斯發現貝恩‧血蹄違背她的命令，這名牛頭人酋長即被視為叛徒而遭到囚禁。
同一時刻，越來越多的納迦入侵者對庫爾提拉斯以及贊達拉沿岸發動攻擊。驅退納迦入侵者讓艾澤拉斯的勇士發現了一項失落的神兵武器：薩拉塔斯，黑暗帝國之刃。這把匕首令人瘋狂的低語將一隊英雄誘進了風暴邪淵，黑暗勢力在此聚集，想喚醒長久以來遭受禁錮的古神恩若司。雖然威脅看似受到了控制，恩若司無數的僕役將不會有片刻歇息，直到牠們的主人再次復活…